# Nefoncerus convergens
Nefoncerus convergens is een keversoort uit de familie bladsprietkevers (Scarabaeidae). De wetenschappelijke naam van de soort is voor het eerst geldig gepubliceerd in 1894 door Horn als Oncerus convergens. Saylor plaatste de soort in het geslacht Nefoncerus.

## Voorkomen
De soort is endemisch in Mexico.